# Myrascia chionora
Myrascia chionora är en fjärilsart som beskrevs av Ralph S. Common 1977. Myrascia chionora ingår i släktet Myrascia och familjen praktmalar, Oecophoridae. Inga underarter finns listade i Catalogue of Life.